# Caulkicephalus trimicrodon
Caulkicephalus (il cui nome significa "testa di Caulk") è un genere estinto di pterosauro ornithocheiride vissuto nel Cretaceo inferiore, circa 130 milioni di anni fa (Barremiano), i cui resti sono stati ritrovati nella località di Yaverland, vicino a Sandown, Inghilterra. I suoi fossili sono stati estratti da uno strato di argilla marrone della Formazione Wessex, del gruppo Wealden.

## Descrizione

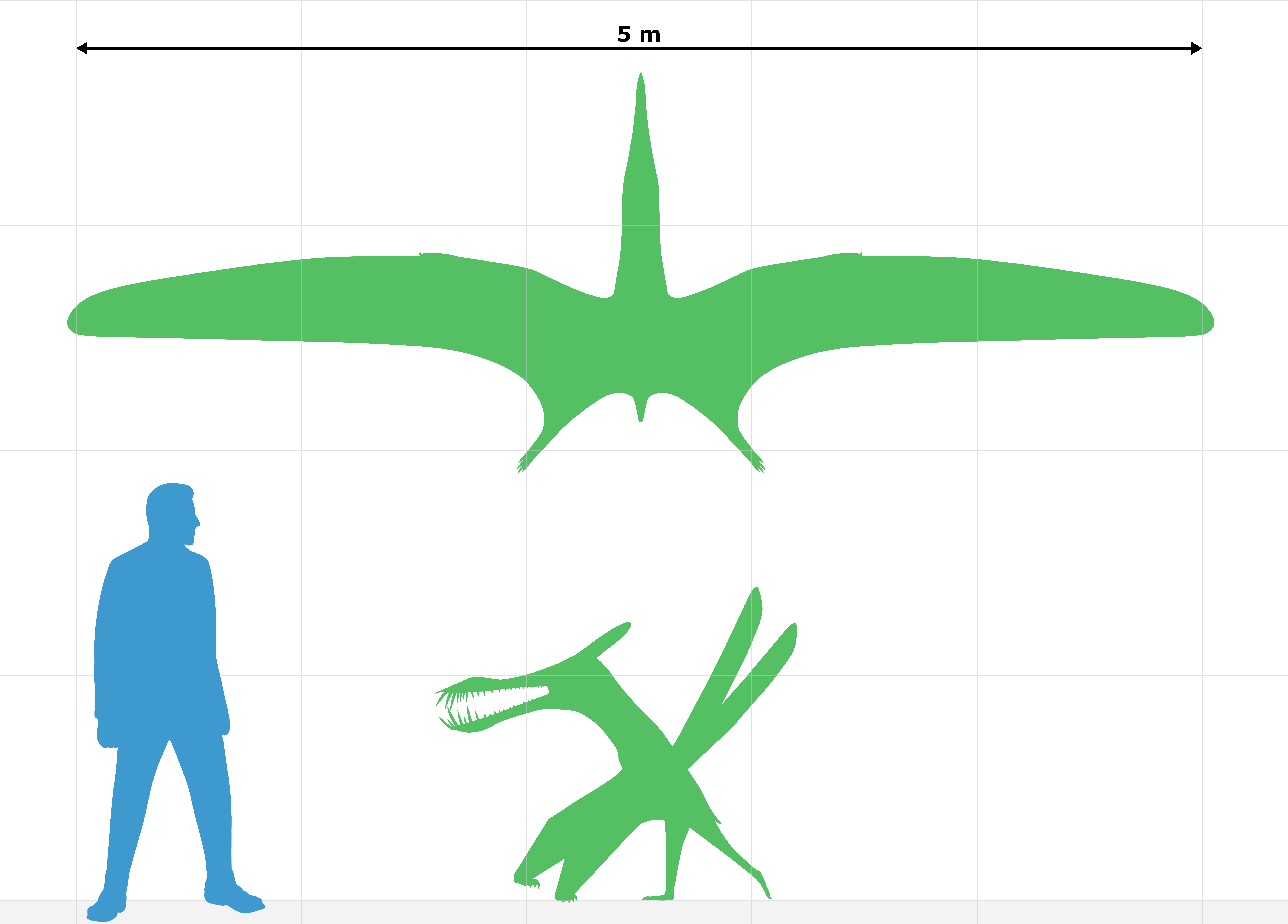
Dimensioni di C. trimicrodon, a confronto con un uomo

Conosciuto principalmente per frammenti ossei, il Caukicephalus era uno pterosauro di media taglia dotato di un'apertura alare di circa 5 metri (16,5 piedi). I frammenti del muso hanno una lunghezza combinata di 290 millimetri. Sulla punta della mascella è visibile la base di una cresta, dalla forma arrotondata. I denti, a parte alcuni denti di ricambio presenti nella mandibola, sono andati persi durante gli scavi, ma il loro numero, l'orientamento e le dimensioni possono essere dedotti dagli alveoli lasciati dai dente, che però mancano in parte sul lato destro. Questi alveoli sono ovali e leggermente sopra l'osso della mascella. Le prime due coppie di denti erano rivolte verso l'esterno della bocca; i denti più interni erano invece più laterali; il più posteriore conservato si ergeva perpendicolare alla mascella. I denti aumentano di dimensioni fino alla terza coppia che risulta essere la più grande. La quarta coppia era uguale alla prima ma la quinta, la sesta e la settima coppia erano marcatamente più piccole, meno della metà delle dimensioni degli anteriori; proprio questa caratteristica da all'animale il suo nome specifico. L'ottava, la nona e la decima coppia eguagliavano invece la prima coppia. Dopo una breve interruzione tra il secondo e il terzo frammento del muso sono presenti quattro alveoli sui due lati di quest'ultimo, ma questi non sono collocati in coppie opposte. Il numero di denti nella mascella sembra essere stato almeno quattordici denti.
Le dimensioni dei denti erano collocate in una costrizione del muso, con i denti più grandi e lunghi nella parte anteriore del muso e quelli più piccoli nella parte posteriore, in una cosiddetta "trappola per le prede", di solito interpretato come un adattamento per catturare prede scivolose, come i pesci.
Il frammento di scatola cranica, piuttosto danneggiato, mostra sulla sua sommità la base di una cresta parietale, probabilmente rivolta verso la parte posteriore, ma separata dalla cresta del muso, vagamente simile a quello del ben noto Pteranodon.

## Classificazione
Il Caulkicephalus fu collocato dai suoi descrittori come un membro della famiglia Ornithocheiridae, per via del suo restringimento nel mezzo del muso. Anche la cresta sulla punta del muso era vista come una prova della sua appartenenza al più generale Ornithocheiroidea sensu Unwin, mentre la cresta parietale è stata suggerita come una sinapomorfia, una nuova caratteristica condivisa, del gruppo più ristretto di Euornithocheira. Caratteri unici della specie stessa, o autapomorfie, sono i dettagli della dentizione, la sutura in avanti e in basso tra la premascella e la mascella, e il fatto che la cresta mediana del palato inizi (o termini) alla nona coppia di denti.

## Storia della scoperta
I resti del Caulkicephalus furono rinvenuti tra il 1995 e il 2003, consistenti in pochi frammenti ossei, rinvenuti nella località di Yaverland vicino a Sandown. Nel 2005, venne descritto e nominato un nuovo genere di pterosauro da Lorna Steel, David Martill, David Unwin e John Winch. La specie tipo è Caulkicephalus trimicrodon. Il nome del genere, Caulkicephalus, è una traduzione di "Caulkhead", un soprannome tradizionale per gli abitanti dell'isola di Wight, e dal greco antico kephale ossia "testa". Il nome specifico, trimicrodon, significa "tre piccoli denti", in riferimento alla dentizione dell'animale.
L'olotipo, IWCMS 2002.189.1, 2, 4, consiste in tre pezzi, più o meno contigui, della parte anteriore del muso. Come paratipi sono stati assegnati: IWCMS 2002.189.3, un tetto cranio posteriore parziale; IWCMS 2003,2, un osso quadrato sinistro; IWCMS 2003.4, una possibile giugale parziale; ICWMS 2002.237, un frammento lungo 44 millimetri della prima falange dell'ala; IWCMS 2002.234.1-4, quattro, insieme lunghi 245 millimetri, frammenti contigui della prima falange dell'ala; IWCMS 2002.233, una possibile estremità distale, lunga 64 millimetri, di una seconda falange; IWCMS 2002.236, un frammento del tronco della quarta falange; e IWCMS 2003.3, un probabile frammento di un osso posteriore. I fossili sono stati solo leggermente compressi.

## Paleobiologia
È probabile che come molti altri ornithocheiridi, il Caulkichephalus fosse un attivo predatore che si nutriva di pesci: la conformazione del cranio doveva essere particolarmente aerodinamica e poteva essere utile quando l'animale tuffava la testa nell'acqua alla ricerca di prede, che venivano poi trattenute grazie ai lunghi denti anteriori. Sebbene venga spesso indicato come un predatore che pescava sulla costa, lo strato in cui sono stati ritrovati i fossili, non è costituito da sedimenti marini, ma contiene detriti di piante terrestri; indicando quindi un ambiente più terrestre ma ricco d'acqua.